# Liste des monuments historiques de la Charente-Maritime (A-N)
Cet article recense une partie des monuments historiques de la Charente-Maritime, en France.

## Liste
Pour des raisons de taille, la liste est découpée en deux. Cette partie regroupe les communes débutant de A à N. Pour les autres, voir la liste des monuments historiques de la Charente-Maritime (O-Z).
- Haut – A
- B
- C
- D
- E
- F
- G
- H
- I
- J
- K
- L
- M
- N
- O
- P
- Q
- R
- S
- T
- U
- V
- W
- X
- Y
- Z

| Monument                                                    | Commune                                                    | Adresse                                                  | Coordonnées                                      | Notice                                           | Protection                                       | Date                                             | Illustration                                                |
| ----------------------------------------------------------- | ---------------------------------------------------------- | -------------------------------------------------------- | ------------------------------------------------ | ------------------------------------------------ | ------------------------------------------------ | ------------------------------------------------ | ----------------------------------------------------------- |
| Église Saint-Eutrope d'Agudelle                             | Agudelle                                                   |                                                          | 45° 23′ 07″ nord, 0° 28′ 15″ ouest               | « PA00104589 »                                   | Inscrit                                          | 1986                                             | Église Saint-Eutrope d'Agudelle                             |
| Église Saint-Martin d'Allas-Bocage                          | Allas-Bocage                                               |                                                          | 45° 23′ 03″ nord, 0° 29′ 31″ ouest               | « PA00104590 »                                   | Inscrit                                          | 1986                                             | Église Saint-Martin d'Allas-Bocage                          |
| Église Saint-Pierre d'Angoulins                             | Angoulins                                                  |                                                          | 46° 06′ 18″ nord, 1° 06′ 34″ ouest               | « PA00104591 »                                   | Classé                                           | 1908                                             | Église Saint-Pierre d'Angoulins                             |
| Église Saint-André d'Annepont                               | Annepont                                                   |                                                          | 45° 50′ 43″ nord, 0° 36′ 51″ ouest               | « PA00104592 »                                   | Classé                                           | 1907                                             | Église Saint-André d'Annepont                               |
| Logis de Maine-Moreau                                       | Annepont                                                   |                                                          | 45° 51′ 18″ nord, 0° 36′ 07″ ouest               | « PA00104593 »                                   | Inscrit                                          | 1949                                             | Logis de Maine-Moreau                                       |
| Église Saint-Maxime d'Antezant-la-Chapelle                  | Antezant-la-Chapelle                                       |                                                          | 45° 58′ 54″ nord, 0° 27′ 22″ ouest               | « PA00104594 »                                   | Inscrit                                          | 1949                                             | Église Saint-Maxime d'Antezant-la-Chapelle                  |
| Église Saint-Martin d'Arces                                 | Arces                                                      |                                                          | 45° 33′ 12″ nord, 0° 51′ 33″ ouest               | « PA00104595 »                                   | Classé                                           | 1911                                             | Église Saint-Martin d'Arces                                 |
| Église Saint-Martin d'Archingeay                            | Archingeay                                                 |                                                          | 45° 55′ 55″ nord, 0° 42′ 21″ ouest               | « PA00104596 »                                   | Inscrit                                          | 1928                                             | Église Saint-Martin d'Archingeay                            |
| Dolmen dit La Pierre Fouquerée                              | Ardillières                                                |                                                          | 46° 03′ 02″ nord, 0° 53′ 20″ ouest               | « PA00104597 »                                   | Classé                                           | 1889                                             | Dolmen dit La Pierre Fouquerée                              |
| Dolmen dit La Pierre Levée                                  | Ardillières                                                |                                                          | 46° 03′ 16″ nord, 0° 52′ 53″ ouest               | « PA00104598 »                                   | Classé                                           | 1889                                             | Dolmen dit La Pierre Levée                                  |
| Batterie Kora-Karola                                        | Ars-en-Ré                                                  |                                                          | 46° 13′ 06″ nord, 1° 32′ 01″ ouest               | « PA17000044 »                                   | Inscrit                                          | 2002                                             | Batterie Kora-Karola                                        |
| Église Saint-Étienne d'Ars-en-Ré                            | Ars-en-Ré                                                  |                                                          | 46° 12′ 28″ nord, 1° 30′ 56″ ouest               | « PA00104599 »                                   | Classé                                           | 1903                                             | Église Saint-Étienne d'Ars-en-Ré                            |
| Manoir d'Ars-en-Ré dit Demeure de Sénéchal                  | Ars-en-Ré                                                  | Rue des Tourelles Rue Gambetta                           | 46° 12′ 27″ nord, 1° 30′ 59″ ouest               | « PA00104600 »                                   | Inscrit                                          | 1925                                             | Manoir d'Ars-en-Ré dit Demeure de Sénéchal                  |
| Raffinerie à sel d'Ars-en-Ré                                | Ars-en-Ré                                                  | Rue de Mouillebarbe                                      | 46° 12′ 38″ nord, 1° 30′ 51″ ouest               | « PA00105304 »                                   | Inscrit                                          | 1989                                             | Raffinerie à sel d'Ars-en-Ré                                |
| Église Saint-Martin d'Arthenac                              | Arthenac                                                   |                                                          | 45° 30′ 54″ nord, 0° 18′ 50″ ouest               | « PA00104601 »                                   | Classé                                           | 1910                                             | Église Saint-Martin d'Arthenac                              |
| Église Saint-Martin d'Aujac                                 | Aujac                                                      |                                                          | 45° 50′ 40″ nord, 0° 23′ 47″ ouest               | « PA17000070 »                                   | Inscrit Classé                                   | 2006                                             | Église Saint-Martin d'Aujac                                 |
| Château d'Aulnay                                            | Aulnay                                                     |                                                          | 46° 01′ 12″ nord, 0° 20′ 46″ ouest               | « PA00104602 »                                   | Inscrit                                          | 1925                                             | Château d'Aulnay                                            |
| Croix de cimetière d'Aulnay                                 | Aulnay                                                     | Cimetière                                                | 46° 01′ 23″ nord, 0° 21′ 21″ ouest               | « PA00104603 »                                   | Inscrit                                          | 1929                                             | Croix de cimetière d'Aulnay                                 |
| Église Notre-Dame d'Aulnay                                  | Aulnay                                                     | Salles-lès-Aulnay                                        | 46° 01′ 31″ nord, 0° 20′ 11″ ouest               | « PA00104604 »                                   | Classé                                           | 1913                                             | Église Notre-Dame d'Aulnay                                  |
| Église Saint-Pierre d'Aulnay                                | Aulnay                                                     |                                                          | 46° 01′ 22″ nord, 0° 21′ 19″ ouest               | « PA00104605 »                                   | Classé                                           | 1840                                             | Église Saint-Pierre d'Aulnay                                |
| Château d'Authon                                            | Authon-Ébéon                                               |                                                          | 45° 50′ 07″ nord, 0° 24′ 14″ ouest               | « PA00104607 »                                   | Inscrit                                          | 1972                                             | Château d'Authon                                            |
| Église Notre-Dame d'Authon-Ébéon                            | Authon-Ébéon                                               |                                                          | 45° 50′ 07″ nord, 0° 24′ 35″ ouest               | « PA00104606 »                                   | Classé                                           | 1907                                             | Église Notre-Dame d'Authon-Ébéon                            |
| Fanal d'Ébéon                                               | Authon-Ébéon                                               | Bois-Charmand                                            | 45° 51′ 40″ nord, 0° 27′ 23″ ouest               | « PA00104608 »                                   | Classé                                           | 1840                                             | Fanal d'Ébéon                                               |
| Église Notre-Dame d'Avy                                     | Avy                                                        |                                                          | 45° 33′ 11″ nord, 0° 30′ 36″ ouest               | « PA00104609 »                                   | Classé                                           | 1902                                             | Église Notre-Dame d'Avy                                     |
| Église Saint-Vivien de Bagnizeau                            | Bagnizeau                                                  |                                                          | 45° 53′ 14″ nord, 0° 18′ 42″ ouest               | « PA00104610 »                                   | Classé                                           | 1983                                             | Église Saint-Vivien de Bagnizeau                            |
| Château de Balanzac                                         | Balanzac                                                   |                                                          | 45° 44′ 23″ nord, 0° 50′ 15″ ouest               | « PA00104611 »                                   | Inscrit                                          | 1994                                             | Image manquante Téléverser                                  |
| Site gallo-romain de Barzan                                 | Barzan                                                     | Le Fâ                                                    | 45° 32′ 03″ nord, 0° 52′ 42″ ouest               | « PA00104612 »                                   | Classé                                           | 1937 1939                                        | Site gallo-romain de Barzan                                 |
| Église Notre-Dame de Beauvais-sur-Matha                     | Beauvais-sur-Matha                                         |                                                          | 45° 53′ 01″ nord, 0° 11′ 07″ ouest               | « PA00104613 »                                   | Classé Inscrit                                   | 1910 2015                                        | Église Notre-Dame de Beauvais-sur-Matha                     |
| Hôtel de ville de Beauvais-sur-Matha                        | Beauvais-sur-Matha                                         |                                                          | 45° 52′ 55″ nord, 0° 11′ 21″ ouest               | « PA17000081 »                                   | Inscrit                                          | 2009                                             | Hôtel de ville de Beauvais-sur-Matha                        |
| Église Saint-Jacques de Belluire                            | Belluire                                                   |                                                          | 45° 32′ 10″ nord, 0° 33′ 37″ ouest               | « PA00104614 »                                   | Classé                                           | 1973                                             | Église Saint-Jacques de Belluire                            |
| Abbaye de la Grâce-Dieu de Benon                            | Benon                                                      |                                                          | 46° 12′ 13″ nord, 0° 50′ 33″ ouest               | « PA00104615 »                                   | Inscrit                                          | 1965 1990                                        | Abbaye de la Grâce-Dieu de Benon                            |
| Tumulus de champ Châlons                                    | Benon                                                      |                                                          | 46° 14′ 01″ nord, 0° 48′ 27″ ouest               | « PA00105322 »                                   | Classé                                           | 1992                                             | Tumulus de champ Châlons                                    |
| Église Saint-Nazaire de Bernay-Saint-Martin                 | Bernay-Saint-Martin                                        |                                                          | 46° 03′ 47″ nord, 0° 36′ 21″ ouest               | « PA00104616 »                                   | Inscrit                                          | 1949                                             | Église Saint-Nazaire de Bernay-Saint-Martin                 |
| Église Notre-Dame de Berneuil                               | Berneuil                                                   |                                                          | 45° 38′ 36″ nord, 0° 36′ 06″ ouest               | « PA00104617 »                                   | Classé                                           | 1907                                             | Église Notre-Dame de Berneuil                               |
| Église Sainte-Madeleine de Beurlay                          | Beurlay                                                    |                                                          | 45° 51′ 35″ nord, 0° 50′ 09″ ouest               | « PA00104618 »                                   | Inscrit                                          | 1977                                             | Église Sainte-Madeleine de Beurlay                          |
| Cimetière de Bignay                                         | Bignay                                                     |                                                          | 45° 55′ 01″ nord, 0° 36′ 04″ ouest               | « PA00104619 »                                   | Inscrit                                          | 1954                                             | Cimetière de Bignay                                         |
| Église de la Trinité de Bignay                              | Bignay                                                     |                                                          | 45° 55′ 01″ nord, 0° 36′ 03″ ouest               | « PA00104620 »                                   | Classé                                           | 1907                                             | Église de la Trinité de Bignay                              |
| Calvaire de Biron                                           | Biron                                                      | Devant l'église                                          | 45° 34′ 10″ nord, 0° 28′ 35″ ouest               | « PA00104621 »                                   | Inscrit                                          | 1949                                             | Calvaire de Biron                                           |
| Église Saint-Eutrope de Biron                               | Biron                                                      |                                                          | 45° 34′ 10″ nord, 0° 28′ 34″ ouest               | « PA00104622 »                                   | Classé                                           | 1907                                             | Église Saint-Eutrope de Biron                               |
| Église Saint-André de Blanzay-sur-Boutonne                  | Blanzay-sur-Boutonne                                       |                                                          | 46° 02′ 56″ nord, 0° 25′ 42″ ouest               | « PA00104623 »                                   | Inscrit                                          | 1949                                             | Église Saint-André de Blanzay-sur-Boutonne                  |
| Église Saint-Pierre de Bois                                 | Bois                                                       |                                                          | 45° 29′ 18″ nord, 0° 35′ 55″ ouest               | « PA00104624 »                                   | Classé                                           | 1907                                             | Église Saint-Pierre de Bois                                 |
| Église Saint-Vivien de Bords                                | Bords                                                      |                                                          | 45° 53′ 47″ nord, 0° 47′ 37″ ouest               | « PA00104625 »                                   | Classé                                           | 1984                                             | Église Saint-Vivien de Bords                                |
| Logis de L'Hôpiteau                                         | Bords                                                      | L'Hôpiteau                                               | 45° 53′ 06″ nord, 0° 46′ 04″ ouest               | « PA17000069 »                                   | Inscrit                                          | 2005                                             | Logis de L'Hôpiteau                                         |
| Église Notre-Dame de Boresse                                | Boresse-et-Martron                                         |                                                          | 45° 17′ 01″ nord, 0° 06′ 40″ ouest               | « PA00104627 »                                   | Inscrit                                          | 1949 2000                                        | Église Notre-Dame de Boresse                                |
| Église Saint-Pierre de Bougneau                             | Bougneau                                                   |                                                          | 45° 35′ 46″ nord, 0° 31′ 05″ ouest               | « PA00104628 »                                   | Classé Inscrit                                   | 1913 2000                                        | Église Saint-Pierre de Bougneau                             |
| Église Saint-Laurent de Bouhet                              | Bouhet                                                     |                                                          | 46° 09′ 57″ nord, 0° 51′ 35″ ouest               | « PA00104629 »                                   | Classé                                           | 1911                                             | Église Saint-Laurent de Bouhet                              |
| Fort Louvois                                                | Bourcefranc-le-Chapus                                      | Extrémité de la Pointe du Chapus                         | 45° 51′ 26″ nord, 1° 10′ 27″ ouest               | « PA00104630 »                                   | Classé                                           | 1929                                             | Fort Louvois                                                |
| Église Saint-Alban de Bresdon                               | Bresdon                                                    |                                                          | 45° 52′ 37″ nord, 0° 09′ 35″ ouest               | « PA00104631 »                                   | Inscrit                                          | 1948                                             | Église Saint-Alban de Bresdon                               |
| Église Saint-Vivien de Breuillet                            | Breuillet                                                  | En bordure du village                                    | 45° 41′ 24″ nord, 1° 03′ 06″ ouest               | « PA00104633 »                                   | Classé                                           | 1914                                             | Église Saint-Vivien de Breuillet                            |
| Puits de Breuillet                                          | Breuillet                                                  | Le Logis de Chalézac                                     | 45° 42′ 27″ nord, 1° 04′ 03″ ouest               | « PA00104634 »                                   | Inscrit                                          | 1927                                             | Image manquante Téléverser                                  |
| Église Saint-Pierre-ès-Liens de Breuil-la-Réorte            | Breuil-la-Réorte                                           |                                                          | 46° 04′ 03″ nord, 0° 42′ 40″ ouest               | « PA00104632 »                                   | Classé                                           | 1958                                             | Église Saint-Pierre-ès-Liens de Breuil-la-Réorte            |
| Église Saint-Pierre de Brie-sous-Matha                      | Brie-sous-Matha                                            |                                                          | 45° 49′ 08″ nord, 0° 14′ 57″ ouest               | « PA00104635 »                                   | Classé Inscrit                                   | 1913 1989                                        | Église Saint-Pierre de Brie-sous-Matha                      |
| Château de Burie                                            | Burie                                                      |                                                          | 45° 46′ 21″ nord, 0° 25′ 21″ ouest               | « PA00104636 »                                   | Inscrit                                          | 1925                                             | Château de Burie                                            |
| Église Saint-Léger de Burie                                 | Burie                                                      |                                                          | 45° 46′ 20″ nord, 0° 25′ 22″ ouest               | « PA00104637 »                                   | Inscrit                                          | 1925                                             | Église Saint-Léger de Burie                                 |
| Église Saint-Martin de Chadenac                             | Chadenac                                                   |                                                          | 45° 32′ 31″ nord, 0° 26′ 35″ ouest               | « PA00104638 »                                   | Classé                                           | 1883                                             | Église Saint-Martin de Chadenac                             |
| Église Saint-Jacques-du-Cher de Chambon                     | Chambon                                                    |                                                          | 46° 05′ 48″ nord, 0° 50′ 59″ ouest               | « PA17000001 »                                   | Inscrit                                          | 1996                                             | Église Saint-Jacques-du-Cher de Chambon                     |
| Église Saint-Pierre-ès-Liens de Champagnac                  | Champagnac                                                 |                                                          | 45° 25′ 29″ nord, 0° 22′ 55″ ouest               | « PA00104639 »                                   | Classé                                           | 1923                                             | Église Saint-Pierre-ès-Liens de Champagnac                  |
| Église Saint-André de Champagne                             | Champagne                                                  |                                                          | 45° 49′ 53″ nord, 0° 54′ 30″ ouest               | « PA00104640 »                                   | Classé                                           | 1938                                             | Église Saint-André de Champagne                             |
| Église Saint-Pierre de Champagnolles                        | Champagnolles                                              |                                                          | 45° 30′ 49″ nord, 0° 38′ 14″ ouest               | « PA00104641 »                                   | Classé                                           | 1910                                             | Église Saint-Pierre de Champagnolles                        |
| Église Saint-Pierre de Champdolent                          | Champdolent                                                |                                                          | 45° 55′ 11″ nord, 0° 48′ 00″ ouest               | « PA00104642 »                                   | Inscrit                                          | 1925                                             | Église Saint-Pierre de Champdolent                          |
| Église Saint-Pierre de Chaniers                             | Chaniers                                                   |                                                          | 45° 43′ 00″ nord, 0° 33′ 27″ ouest               | « PA00104643 »                                   | Classé                                           | 1912                                             | Église Saint-Pierre de Chaniers                             |
| Four de potier Varoqueaux                                   | La Chapelle-des-Pots                                       | Route des Guilloteaux                                    | 45° 45′ 40″ nord, 0° 32′ 25″ ouest               | « PA17000086 »                                   | Inscrit                                          | 2011                                             | Image manquante Téléverser                                  |
| Citadelle du Château-d'Oléron                               | Le Château-d'Oléron                                        |                                                          | 45° 53′ 09″ nord, 1° 11′ 41″ ouest               | « PA00104644 »                                   | Classé                                           | 1929                                             | Citadelle du Château-d'Oléron                               |
| Dolmen d'Ors                                                | Le Château-d'Oléron                                        |                                                          | 45° 51′ 49″ nord, 1° 11′ 47″ ouest               | « PA00104645 »                                   | Classé                                           | 1940                                             | Dolmen d'Ors                                                |
| Fontaine de la place de la République                       | Le Château-d'Oléron                                        | Place de la République                                   | 45° 53′ 11″ nord, 1° 11′ 45″ ouest               | « PA00104646 »                                   | Classé                                           | 1937                                             | Fontaine de la place de la République                       |
| Pont Napoléon                                               | Le Château-d'Oléron                                        | Chenal de la Brande                                      | 45° 54′ 18″ nord, 1° 13′ 10″ ouest               | « PA00104647 »                                   | Classé                                           | 1979                                             | Pont Napoléon                                               |
| Château de Saint-Seurin-d'Uzet                              | Chenac-Saint-Seurin-d'Uzet                                 | Rue du Château Saint-Seurin-d'Uzet                       | 45° 29′ 58″ nord, 0° 50′ 04″ ouest               | « PA17000096 »                                   | Inscrit                                          | 2012                                             | Château de Saint-Seurin-d'Uzet                              |
| Église Saint-Étienne de Chepniers                           | Chepniers                                                  | Dans le bourg                                            | 45° 15′ 19″ nord, 0° 18′ 33″ ouest               | « PA00104648 »                                   | Inscrit                                          | 1935                                             | Église Saint-Étienne de Chepniers                           |
| Château de Dion                                             | Chérac                                                     | Dion                                                     | 45° 41′ 30″ nord, 0° 27′ 43″ ouest               | « PA17000097 »                                   | Inscrit                                          | 2012                                             | Château de Dion                                             |
| Église Saint-Gervais-et-Saint-Protais de Chérac             | Chérac                                                     |                                                          | 45° 42′ 16″ nord, 0° 26′ 17″ ouest               | « PA00104649 »                                   | Inscrit                                          | 1925                                             | Église Saint-Gervais-et-Saint-Protais de Chérac             |
| Maison de la Gaieté                                         | Chérac                                                     | 4, route des Mosaïques                                   | 45° 42′ 16″ nord, 0° 26′ 20″ ouest               | « PA17000102 »                                   | Inscrit                                          | 2015                                             | Image manquante Téléverser                                  |
| Croix hosannière de Chermignac                              | Chermignac                                                 | Près de l'église                                         | 45° 40′ 59″ nord, 0° 40′ 17″ ouest               | « PA00104650 »                                   | Classé                                           | 1906                                             | Croix hosannière de Chermignac                              |
| Église Saint-Quentin de Chermignac                          | Chermignac                                                 |                                                          | 45° 40′ 58″ nord, 0° 40′ 17″ ouest               | « PA00104651 »                                   | Classé                                           | 1906                                             | Église Saint-Quentin de Chermignac                          |
| Château de Chaux                                            | Chevanceaux                                                |                                                          | 45° 16′ 53″ nord, 0° 12′ 46″ ouest               | « PA00104652 »                                   | Inscrit                                          | 1969                                             | Château de Chaux                                            |
| Château de Caillères                                        | Clérac                                                     |                                                          | 45° 10′ 44″ nord, 0° 13′ 10″ ouest               | « PA00104653 »                                   | Inscrit                                          | 1949                                             | Image manquante Téléverser                                  |
| Église Saint-André de Clion                                 | Clion                                                      |                                                          | 45° 28′ 48″ nord, 0° 30′ 01″ ouest               | « PA00104654 »                                   | Classé Inscrit                                   | 1909 2000                                        | Église Saint-André de Clion                                 |
| Église Sainte-Madeleine de La Clisse                        | La Clisse                                                  |                                                          | 45° 44′ 07″ nord, 0° 45′ 45″ ouest               | « PA00104655 »                                   | Inscrit                                          | 1928                                             | Église Sainte-Madeleine de La Clisse                        |
| Église Saint-Maclou de Colombiers                           | Colombiers                                                 |                                                          | 45° 38′ 40″ nord, 0° 32′ 59″ ouest               | « PA00104656 »                                   | Classé                                           | 1908                                             | Église Saint-Maclou de Colombiers                           |
| Église Saint-Pierre de Consac                               | Consac                                                     |                                                          | 45° 25′ 04″ nord, 0° 35′ 39″ ouest               | « PA17000059 »                                   | Inscrit                                          | 2003                                             | Église Saint-Pierre de Consac                               |
| Église Saint-Mesme de Contré                                | Contré                                                     |                                                          | 46° 00′ 43″ nord, 0° 17′ 03″ ouest               | « PA00104657 »                                   | Classé                                           | 1913                                             | Église Saint-Mesme de Contré                                |
| Église Notre-Dame de Corme-Écluse                           | Corme-Écluse                                               |                                                          | 45° 37′ 52″ nord, 0° 51′ 18″ ouest               | « PA00104658 »                                   | Classé                                           | 1910                                             | Église Notre-Dame de Corme-Écluse                           |
| Église Saint-Nazaire de Corme-Royal                         | Corme-Royal                                                |                                                          | 45° 44′ 44″ nord, 0° 48′ 42″ ouest               | « PA00104659 »                                   | Classé                                           | 1907                                             | Église Saint-Nazaire de Corme-Royal                         |
| Place de l'Église                                           | Corme-Royal                                                |                                                          | 45° 44′ 44″ nord, 0° 48′ 41″ ouest               | « PA00104660 »                                   | Classé                                           | 1938                                             | Image manquante Téléverser                                  |
| Église Saint-Saturnin de Coulonges                          | Coulonges                                                  | Rue de l'Église                                          | 45° 36′ 33″ nord, 0° 25′ 24″ ouest               | « PA00104661 »                                   | Inscrit                                          | 1925                                             | Église Saint-Saturnin de Coulonges                          |
| Église Saint-Martin de Courcoury                            | Courcoury                                                  |                                                          | 45° 42′ 45″ nord, 0° 34′ 49″ ouest               | « PA17000058 »                                   | Inscrit                                          | 2003                                             | Église Saint-Martin de Courcoury                            |
| Église Saint-Pierre de Cozes                                | Cozes                                                      |                                                          | 45° 34′ 56″ nord, 0° 50′ 00″ ouest               | « PA00104662 »                                   | Inscrit                                          | 1925                                             | Église Saint-Pierre de Cozes                                |
| Halles de Cozes                                             | Cozes                                                      |                                                          | 45° 35′ 00″ nord, 0° 49′ 56″ ouest               | « PA00104663 »                                   | Inscrit                                          | 1938                                             | Halles de Cozes                                             |
| Temple protestant de Cozes                                  | Cozes                                                      |                                                          | 45° 35′ 06″ nord, 0° 49′ 50″ ouest               | « PA17000017 »                                   | Inscrit                                          | 1998                                             | Temple protestant de Cozes                                  |
| Château de Crazannes                                        | Crazannes                                                  |                                                          | 45° 50′ 42″ nord, 0° 41′ 38″ ouest               | « PA00104664 »                                   | Classé Inscrit                                   | 1913 1925 1963 1988                              | Château de Crazannes                                        |
| Église de la Transfiguration de Cressé                      | Cressé                                                     |                                                          | 45° 54′ 53″ nord, 0° 13′ 11″ ouest               | « PA00104665 »                                   | Classé                                           | 1913                                             | Église de la Transfiguration de Cressé                      |
| Camp romain de Dampierre-sur-Boutonne                       | Dampierre-sur-Boutonne                                     | Le Châtelier                                             | 46° 04′ 42″ nord, 0° 24′ 41″ ouest               | « PA00104666 »                                   | Inscrit                                          | 1945                                             | Image manquante Téléverser                                  |
| Château de Dampierre-sur-Boutonne                           | Dampierre-sur-Boutonne                                     |                                                          | 46° 04′ 04″ nord, 0° 24′ 57″ ouest               | « PA00104667 »                                   | Classé Inscrit                                   | 1926 1990                                        | Château de Dampierre-sur-Boutonne                           |
| Église Saint-Pierre de Dampierre-sur-Boutonne               | Dampierre-sur-Boutonne                                     | Au milieu du bourg                                       | 46° 03′ 58″ nord, 0° 24′ 47″ ouest               | « PA00104668 »                                   | Classé                                           | 1969                                             | Église Saint-Pierre de Dampierre-sur-Boutonne               |
| Église Notre-Dame-de-l'Assomption de Dœuil-sur-le-Mignon    | Dœuil-sur-le-Mignon                                        |                                                          | 46° 07′ 51″ nord, 0° 32′ 42″ ouest               | « PA00104669 »                                   | Inscrit                                          | 1935                                             | Église Notre-Dame-de-l'Assomption de Dœuil-sur-le-Mignon    |
| Chapelle de la Perroche                                     | Dolus-d'Oléron                                             |                                                          | 45° 54′ 04″ nord, 1° 17′ 56″ ouest               | « PA00104670 »                                   | Inscrit                                          | 1988                                             | Chapelle de la Perroche                                     |
| Aqueduc du Douhet                                           | Le Douhet                                                  | Chez Perrot Chez Buisson La Foucherie                    | 45° 49′ 00″ nord, 0° 33′ 12″ ouest               | « PA00104671 »                                   | Classé                                           | 1840                                             | Aqueduc du Douhet                                           |
| Aqueduc gallo-romain de Saintes                             | Le Douhet également sur Fontcouverte, Saintes et Vénérand. |                                                          | à géolocaliser                                   | « PA00105313 »                                   | Classé                                           | 2014                                             | Image manquante Téléverser                                  |
| Château du Douhet                                           | Le Douhet                                                  |                                                          | 45° 49′ 17″ nord, 0° 34′ 00″ ouest               | « PA00104672 »                                   | Inscrit                                          | 1969                                             | Château du Douhet                                           |
| Église Saint-Martial du Douhet                              | Le Douhet                                                  |                                                          | 45° 49′ 07″ nord, 0° 34′ 07″ ouest               | « PA00104673 »                                   | Classé                                           | 1915                                             | Église Saint-Martial du Douhet                              |
| Calvaire d'Échebrune                                        | Échebrune                                                  | R.N. 700 Angle du chemin communal conduisant à Echebrune | 45° 34′ 40″ nord, 0° 26′ 53″ ouest               | « PA00104674 »                                   | Inscrit                                          | 1949                                             | Image manquante Téléverser                                  |
| Église Saint-Pierre d'Échebrune                             | Échebrune                                                  |                                                          | 45° 34′ 47″ nord, 0° 26′ 47″ ouest               | « PA00104675 »                                   | Classé                                           | 1902                                             | Église Saint-Pierre d'Échebrune                             |
| Église Notre-Dame d'Échillais                               | Échillais                                                  |                                                          | 45° 53′ 54″ nord, 0° 57′ 10″ ouest               | « PA00104676 »                                   | Classé                                           | 1840                                             | Église Notre-Dame d'Échillais                               |
| Château d'Écoyeux                                           | Écoyeux                                                    | Rue Goulebenèze                                          | 45° 49′ 23″ nord, 0° 30′ 32″ ouest               | « PA00104677 »                                   | Inscrit                                          | 1971                                             | Château d'Écoyeux                                           |
| Église Saint-Vivien d'Écoyeux                               | Écoyeux                                                    |                                                          | 45° 49′ 20″ nord, 0° 30′ 19″ ouest               | « PA00104678 »                                   | Classé                                           | 1907                                             | Église Saint-Vivien d'Écoyeux                               |
| Château de la Morinerie                                     | Écurat                                                     |                                                          | 45° 47′ 12″ nord, 0° 40′ 59″ ouest               | « PA00104679 »                                   | Inscrit                                          | 1969                                             | Château de la Morinerie                                     |
| Église Saint-Pierre d'Écurat                                | Écurat                                                     |                                                          | 45° 46′ 59″ nord, 0° 40′ 29″ ouest               | « PA00104680 »                                   | Classé                                           | 1910                                             | Église Saint-Pierre d'Écurat                                |
| Église Saint-Révérend des Éduts                             | Les Éduts                                                  |                                                          | 45° 59′ 28″ nord, 0° 13′ 00″ ouest               | « PA00104681 »                                   | Inscrit                                          | 1973                                             | Église Saint-Révérend des Éduts                             |
| Église Saint-Vivien des Églises-d'Argenteuil                | Les Églises-d'Argenteuil                                   |                                                          | 45° 58′ 24″ nord, 0° 25′ 52″ ouest               | « PA00104682 »                                   | Inscrit                                          | 1949                                             | Église Saint-Vivien des Églises-d'Argenteuil                |
| Église Saint-Martin d'Esnandes                              | Esnandes                                                   |                                                          | 46° 14′ 57″ nord, 1° 06′ 33″ ouest               | « PA00104683 »                                   | Classé                                           | 1840                                             | Église Saint-Martin d'Esnandes                              |
| Église Notre-Dame-de-l'Assomption de Fenioux                | Fenioux                                                    |                                                          | 45° 53′ 22″ nord, 0° 35′ 47″ ouest               | « PA00104684 »                                   | Classé                                           | 1840                                             | Église Notre-Dame-de-l'Assomption de Fenioux                |
| Lanterne des morts de Fenioux                               | Fenioux                                                    |                                                          | 45° 53′ 21″ nord, 0° 35′ 50″ ouest               | « PA00104685 »                                   | Classé                                           | 1862                                             | Lanterne des morts de Fenioux                               |
| Église Saint-Pierre de Fléac-sur-Seugne                     | Fléac-sur-Seugne                                           |                                                          | 45° 32′ 02″ nord, 0° 32′ 22″ ouest               | « PA00104686 »                                   | Classé                                           | 1904                                             | Église Saint-Pierre de Fléac-sur-Seugne                     |
| Église Saint-Étienne de Floirac                             | Floirac                                                    |                                                          | 45° 28′ 40″ nord, 0° 44′ 57″ ouest               | « PA17000073 »                                   | Inscrit                                          | 2006                                             | Église Saint-Étienne de Floirac                             |
| Abbaye des Châteliers                                       | La Flotte                                                  | Saint-Laurent                                            | 46° 11′ 09″ nord, 1° 17′ 50″ ouest               | « PA00104687 »                                   | Classé                                           | 1990                                             | Abbaye des Châteliers                                       |
| Église Sainte-Catherine de La Flotte                        | La Flotte                                                  |                                                          | 46° 11′ 18″ nord, 1° 19′ 43″ ouest               | « PA00104688 »                                   | Inscrit                                          | 1988                                             | Église Sainte-Catherine de La Flotte                        |
| Fort de La Prée                                             | La Flotte                                                  | Le long de la côte est de l'île de Ré                    | 46° 10′ 50″ nord, 1° 17′ 19″ ouest               | « PA00104689 »                                   | Classé                                           | 2008                                             | Fort de La Prée                                             |
| Église Notre-Dame-de-l'Assomption de Fontaine-Chalendray    | Fontaine-Chalendray                                        |                                                          | 45° 56′ 51″ nord, 0° 10′ 57″ ouest               | « PA00104690 »                                   | Inscrit                                          | 2016                                             | Église Notre-Dame-de-l'Assomption de Fontaine-Chalendray    |
| Église Saint-Martin de Fontaines-d'Ozillac                  | Fontaines-d'Ozillac                                        |                                                          | 45° 23′ 10″ nord, 0° 22′ 48″ ouest               | « PA00104691 »                                   | Classé                                           | 2002                                             | Église Saint-Martin de Fontaines-d'Ozillac                  |
| Aqueduc gallo-romain de Saintes                             | Fontcouverte également sur Le Douhet, Saintes et Vénérand. | Le Vallon des Arcs                                       | 45° 46′ 09″ nord, 0° 36′ 14″ ouest               | « PA00105313 »                                   | Classé                                           | 2014                                             | Aqueduc gallo-romain de Saintes                             |
| Église Saint-Vincent de Fontenet                            | Fontenet                                                   | Rue de l'Église                                          | 45° 54′ 46″ nord, 0° 27′ 08″ ouest               | « PA00104692 »                                   | Inscrit                                          | 1925                                             | Église Saint-Vincent de Fontenet                            |
| Église Saint-Laurent de Forges                              | Forges                                                     | 11-15 rue Eugène Charron                                 | 46° 06′ 17″ nord, 0° 53′ 39″ ouest               | « PA17000060 »                                   | Inscrit                                          | 2003                                             | Église Saint-Laurent de Forges                              |
| Donjon de Fouras                                            | Fouras                                                     |                                                          | 45° 59′ 09″ nord, 1° 05′ 51″ ouest               | « PA00104693 »                                   | Classé                                           | 1987                                             | Donjon de Fouras                                            |
| Fort de l'Aiguille                                          | Fouras                                                     | Boulevard de la Fumée                                    | 45° 59′ 47″ nord, 1° 06′ 26″ ouest               | « PA17000040 »                                   | Inscrit                                          | 2001                                             | Fort de l'Aiguille                                          |
| Fort Énet                                                   | Fouras                                                     |                                                          | 46° 00′ 14″ nord, 1° 08′ 35″ ouest               | « PA00132807 »                                   | Inscrit                                          | 1994                                             | Fort Énet                                                   |
| Fort Lapointe                                               | Fouras                                                     |                                                          | 45° 57′ 32″ nord, 1° 04′ 33″ ouest               | « PA17000041 »                                   | Inscrit                                          | 2002                                             | Fort Lapointe                                               |
| Villa La Jetée                                              | Fouras                                                     | 3 boulevard de la Jetée                                  | 45° 59′ 45″ nord, 1° 05′ 58″ ouest               | « PA17000075 »                                   | Inscrit                                          | 2007                                             | Villa La Jetée                                              |
| Croix de carrefour de La Frédière                           | La Frédière                                                | Au sud de l'église                                       | 45° 51′ 58″ nord, 0° 35′ 14″ ouest               | « PA17000080 »                                   | Inscrit                                          | 2008                                             | Croix de carrefour de La Frédière                           |
| Église Saint-Hilaire de La Frédière                         | La Frédière                                                |                                                          | 45° 51′ 57″ nord, 0° 35′ 14″ ouest               | « PA00104694 »                                   | Inscrit                                          | 2008                                             | Église Saint-Hilaire de La Frédière                         |
| Château de Geay                                             | Geay                                                       |                                                          | 45° 52′ 15″ nord, 0° 44′ 55″ ouest               | « PA00104695 »                                   | Inscrit                                          | 1986                                             | Château de Geay                                             |
| Église Saint-Vivien de Geay                                 | Geay                                                       |                                                          | 45° 52′ 19″ nord, 0° 45′ 53″ ouest               | « PA00104696 »                                   | Classé                                           | 1907                                             | Église Saint-Vivien de Geay                                 |
| Château de Bernessard                                       | Gémozac                                                    |                                                          | 45° 34′ 00″ nord, 0° 42′ 19″ ouest               | « PA17000098 »                                   | Inscrit                                          | 2012                                             | Château de Bernessard                                       |
| Château de la Salle                                         | Gémozac                                                    |                                                          | 45° 35′ 18″ nord, 0° 40′ 14″ ouest               | « PA00105312 »                                   | Inscrit                                          | 1990                                             | Château de la Salle                                         |
| Église Saint-Pierre de Gémozac                              | Gémozac                                                    |                                                          | 45° 34′ 03″ nord, 0° 40′ 36″ ouest               | « PA00104697 »                                   | Classé                                           | 1910                                             | Église Saint-Pierre de Gémozac                              |
| Église Saint-Antoine de La Genétouze                        | La Genétouze                                               |                                                          | 45° 13′ 07″ nord, 0° 01′ 39″ ouest               | « PA17000022 »                                   | Inscrit                                          | 2000                                             | Église Saint-Antoine de La Genétouze                        |
| Église Notre-Dame de Genouillé                              | Genouillé                                                  |                                                          | 46° 01′ 20″ nord, 0° 47′ 05″ ouest               | « PA00104698 »                                   | Classé                                           | 1913                                             | Église Notre-Dame de Genouillé                              |
| Château de Beaulieu                                         | Germignac                                                  |                                                          | 45° 34′ 59″ nord, 0° 19′ 41″ ouest               | « PA00105317 »                                   | Inscrit                                          | 1992                                             | Château de Beaulieu                                         |
| Église Saint-Pierre de Germignac                            | Germignac                                                  | Place de la Mairie                                       | 45° 34′ 18″ nord, 0° 20′ 16″ ouest               | « PA00104699 »                                   | Inscrit                                          | 1925                                             | Église Saint-Pierre de Germignac                            |
| Croix de Gibourne                                           | Gibourne                                                   | Angle ouest-sud-ouest du cimetière                       | 45° 55′ 47″ nord, 0° 18′ 27″ ouest               | « PA00104700 »                                   | Inscrit                                          | 1949                                             | Croix de Gibourne                                           |
| Église Saint-Blaise de Givrezac                             | Givrezac                                                   |                                                          | 45° 32′ 37″ nord, 0° 37′ 45″ ouest               | « PA00104701 »                                   | Classé                                           | 1910                                             | Église Saint-Blaise de Givrezac                             |
| Château de Thérac                                           | Les Gonds                                                  |                                                          | 45° 42′ 32″ nord, 0° 35′ 51″ ouest               | « PA17000010 »                                   | Inscrit                                          | 1997                                             | Château de Thérac                                           |
| Métairie des Pères                                          | Les Gonds                                                  |                                                          | 45° 42′ 30″ nord, 0° 36′ 16″ ouest               | « PA17000011 »                                   | Inscrit                                          | 1997                                             | Métairie des Pères                                          |
| Église Saint-Barthélemy de Gourvillette                     | Gourvillette                                               | Rue de l'Église                                          | 45° 53′ 28″ nord, 0° 13′ 15″ ouest               | « PA00104702 »                                   | Inscrit                                          | 1949                                             | Église Saint-Barthélemy de Gourvillette                     |
| Église Saint-Barthélémy de Grandjean                        | Grandjean                                                  |                                                          | 45° 52′ 37″ nord, 0° 36′ 24″ ouest               | « PA00104703 »                                   | Classé                                           | 1983                                             | Église Saint-Barthélémy de Grandjean                        |
| Église Saint-Symphorien de Grézac                           | Grézac                                                     | Place de l'Église                                        | 45° 36′ 11″ nord, 0° 50′ 31″ ouest               | « PA00104704 »                                   | Classé                                           | 1944 1945                                        | Église Saint-Symphorien de Grézac                           |
| Église Saint-Symphorien de La Gripperie-Saint-Symphorien    | La Gripperie-Saint-Symphorien                              |                                                          | 45° 47′ 45″ nord, 0° 57′ 32″ ouest               | « PA00104705 »                                   | Classé                                           | 1995                                             | Église Saint-Symphorien de La Gripperie-Saint-Symphorien    |
| Église Saint-Laurent du Gua                                 | Le Gua                                                     |                                                          | 45° 43′ 32″ nord, 0° 56′ 35″ ouest               | « PA00104706 »                                   | Classé                                           | 1951                                             | Église Saint-Laurent du Gua                                 |
| Église Saint-Romain de Guitinières                          | Guitinières                                                |                                                          | 45° 26′ 27″ nord, 0° 30′ 42″ ouest               | « PA00104707 »                                   | Inscrit                                          | 1925 2000                                        | Église Saint-Romain de Guitinières                          |
| Église Saint-Symphorien d'Haimps                            | Haimps                                                     | Rue de l'Église                                          | 45° 52′ 00″ nord, 0° 15′ 26″ ouest               | « PA00104708 »                                   | Classé                                           | 1983                                             | Église Saint-Symphorien d'Haimps                            |
| Fontaine d'Hiers                                            | Hiers-Brouage                                              | Rue Duc Élie                                             | 45° 50′ 56″ nord, 1° 04′ 35″ ouest               | « PA00135584 »                                   | Classé                                           | 1999                                             | Image manquante Téléverser                                  |
| Poudrières et casernes de Brouage                           | Hiers-Brouage                                              |                                                          | 45° 51′ 57″ nord, 1° 04′ 04″ ouest               | « PA00104710 »                                   | Inscrit                                          | 1949                                             | Poudrières et casernes de Brouage                           |
| Remparts de Brouage                                         | Hiers-Brouage                                              | Brouage                                                  | à géolocaliser                                   | « PA00104711 »                                   | Classé                                           | 1886                                             | Remparts de Brouage                                         |
|                                                             | Île-d'Aix                                                  | Voir Liste des monuments historiques d'Île-d'Aix         | Voir Liste des monuments historiques d'Île-d'Aix | Voir Liste des monuments historiques d'Île-d'Aix | Voir Liste des monuments historiques d'Île-d'Aix | Voir Liste des monuments historiques d'Île-d'Aix | Voir Liste des monuments historiques d'Île-d'Aix            |
| Église Saint-Jacques de La Jard                             | La Jard                                                    | Le Bourg                                                 | 45° 39′ 16″ nord, 0° 35′ 09″ ouest               | « PA00104770 »                                   | Inscrit                                          | 1967                                             | Église Saint-Jacques de La Jard                             |
| Église Saint-Sauveur de Jarnac-Champagne                    | Jarnac-Champagne                                           | Jarnac                                                   | 45° 33′ 32″ nord, 0° 24′ 04″ ouest               | « PA00104771 »                                   | Classé Inscrit                                   | 1912 1927                                        | Église Saint-Sauveur de Jarnac-Champagne                    |
| Château de Buzay                                            | La Jarne                                                   |                                                          | 46° 07′ 36″ nord, 1° 04′ 55″ ouest               | « PA00104772 »                                   | Classé                                           | 2004                                             | Château de Buzay                                            |
| Église Notre-Dame de La Jarne                               | La Jarne                                                   |                                                          | 46° 07′ 40″ nord, 1° 04′ 20″ ouest               | « PA00104773 »                                   | Classé                                           | 1907                                             | Église Notre-Dame de La Jarne                               |
| Maison Le Bois Not                                          | La Jarne                                                   |                                                          | 46° 07′ 39″ nord, 1° 04′ 41″ ouest               | « PA00104774 »                                   | Inscrit                                          | 1973                                             | Image manquante Téléverser                                  |
| Église Sainte-Madeleine de La Jarrie-Audouin                | La Jarrie-Audouin                                          | Rue Évariste Mainguet                                    | 46° 01′ 34″ nord, 0° 29′ 05″ ouest               | « PA00104775 »                                   | Inscrit                                          | 1949                                             | Église Sainte-Madeleine de La Jarrie-Audouin                |
| Église Notre-Dame-de-l'Assomption de Jazennes               | Jazennes                                                   |                                                          | 45° 34′ 56″ nord, 0° 37′ 02″ ouest               | « PA00104776 »                                   | Classé                                           | 1905                                             | Église Notre-Dame-de-l'Assomption de Jazennes               |
| Château de Jonzac                                           | Jonzac                                                     |                                                          | 45° 26′ 44″ nord, 0° 25′ 52″ ouest               | « PA00104777 »                                   | Classé Inscrit                                   | 1913 1942 1979                                   | Château de Jonzac                                           |
| Église Saint-Gervais-Saint-Protais de Jonzac                | Jonzac                                                     |                                                          | 45° 26′ 42″ nord, 0° 26′ 12″ ouest               | « PA17000039 »                                   | Inscrit                                          | 2001                                             | Église Saint-Gervais-Saint-Protais de Jonzac                |
| Porte de ville de Jonzac                                    | Jonzac                                                     | Rue Porte-de-ville                                       | 45° 26′ 41″ nord, 0° 26′ 04″ ouest               | « PA00104778 »                                   | Classé                                           | 1926                                             | Porte de ville de Jonzac                                    |
| Église Saint-Pierre de Juicq                                | Juicq                                                      |                                                          | 45° 50′ 21″ nord, 0° 33′ 46″ ouest               | « PA00104779 »                                   | Inscrit                                          | 1949                                             | Église Saint-Pierre de Juicq                                |
| Logis de Beaulieu                                           | La Laigne                                                  |                                                          | 46° 13′ 19″ nord, 0° 45′ 15″ ouest               | « PA00125678 »                                   | Inscrit                                          | 1993                                             | Image manquante Téléverser                                  |
| Église Saint-Pierre de Landes                               | Landes                                                     |                                                          | 45° 59′ 33″ nord, 0° 36′ 00″ ouest               | « PA00104780 »                                   | Classé Inscrit                                   | 1903 1994                                        | Église Saint-Pierre de Landes                               |
| Logis des Varennes                                          | Landes                                                     | 7 rue de la Fontaine                                     | 45° 59′ 29″ nord, 0° 35′ 55″ ouest               | « PA00104781 »                                   | Inscrit                                          | 1948                                             | Logis des Varennes                                          |
| Église Saint-Christophe de Léoville                         | Léoville                                                   |                                                          | 45° 22′ 45″ nord, 0° 20′ 15″ ouest               | « PA17000023 »                                   | Inscrit                                          | 2000                                             | Église Saint-Christophe de Léoville                         |
| Église Sainte-Marie de Lonzac                               | Lonzac                                                     |                                                          | 45° 35′ 45″ nord, 0° 23′ 41″ ouest               | « PA00104782 »                                   | Classé                                           | 1907                                             | Église Sainte-Marie de Lonzac                               |
| Église Saint-Pierre de Lorignac                             | Lorignac                                                   |                                                          | 45° 27′ 25″ nord, 0° 41′ 27″ ouest               | « PA00104783 »                                   | Inscrit                                          | 1925 2000                                        | Église Saint-Pierre de Lorignac                             |
| Église Saint-Pierre de Lozay                                | Lozay                                                      |                                                          | 46° 02′ 30″ nord, 0° 32′ 46″ ouest               | « PA00104784 »                                   | Classé                                           | 1953                                             | Église Saint-Pierre de Lozay                                |
| Château de Luchat                                           | Luchat                                                     |                                                          | 45° 43′ 21″ nord, 0° 45′ 50″ ouest               | « PA00132882 »                                   | Classé                                           | 1994                                             | Image manquante Téléverser                                  |
| Château de Lussac                                           | Lussac                                                     |                                                          | 45° 28′ 10″ nord, 0° 28′ 43″ ouest               | « PA17000021 »                                   | Inscrit                                          | 1999                                             | Image manquante Téléverser                                  |
| Église Saint-Pierre de Lussant                              | Lussant                                                    |                                                          | 45° 57′ 31″ nord, 0° 49′ 18″ ouest               | « PA00104785 »                                   | Inscrit                                          | 1928                                             | Église Saint-Pierre de Lussant                              |
| Église Saint-Étienne de Macqueville                         | Macqueville                                                |                                                          | 45° 48′ 01″ nord, 0° 12′ 47″ ouest               | « PA00104786 »                                   | Classé                                           | 1931                                             | Église Saint-Étienne de Macqueville                         |
| Logis de Bouchereau                                         | Macqueville                                                | 5 rue du Château                                         | 45° 48′ 01″ nord, 0° 12′ 31″ ouest               | « PA17000012 »                                   | Inscrit                                          | 1997                                             | Logis de Bouchereau                                         |
| Église Saint-Étienne de Marans                              | Marans                                                     |                                                          | 46° 18′ 19″ nord, 0° 59′ 33″ ouest               | « PA00104787 »                                   | Classé                                           | 1921                                             | Église Saint-Étienne de Marans                              |
| Château de La Gataudière                                    | Marennes                                                   |                                                          | 45° 50′ 05″ nord, 1° 06′ 51″ ouest               | « PA00104788 »                                   | Inscrit Classé                                   | 1948 1949                                        | Château de La Gataudière                                    |
| Église Saint-Pierre-et-Saint-Paul de Marennes-Hiers-Brouage | Marennes-Hiers-Brouage                                     | Marennes-Hiers-Brouage                                   | 45° 50′ 54″ nord, 1° 04′ 38″ ouest               | « PA00104709 »                                   | Inscrit                                          | 1931                                             | Église Saint-Pierre-et-Saint-Paul de Marennes-Hiers-Brouage |
| Église Saint-Pierre de Marennes                             | Marennes                                                   |                                                          | 45° 49′ 16″ nord, 1° 06′ 23″ ouest               | « PA00104789 »                                   | Classé                                           | 1840                                             | Église Saint-Pierre de Marennes                             |
| Hôtel de Bonsonge                                           | Marennes                                                   | 57 rue de la République                                  | 45° 49′ 20″ nord, 1° 06′ 16″ ouest               | « PA00125679 »                                   | Inscrit                                          | 1993                                             | Hôtel de Bonsonge                                           |
| Maison des Fermes                                           | Marennes                                                   | 82 rue Georges-Clemenceau                                | 45° 49′ 23″ nord, 1° 06′ 21″ ouest               | « PA00104791 »                                   | Inscrit                                          | 1927                                             | Maison des Fermes                                           |
| Maison de Richelieu                                         | Marennes                                                   | 40 rue Le-Terme                                          | 45° 49′ 20″ nord, 1° 06′ 27″ ouest               | « PA00104790 »                                   | Classé                                           | 1981                                             | Maison de Richelieu                                         |
| Église Notre-Dame d'Usseau                                  | Marignac                                                   | Usseau                                                   | 45° 30′ 36″ nord, 0° 27′ 44″ ouest               | « PA17000024 »                                   | Inscrit                                          | 2000                                             | Image manquante Téléverser                                  |
| Église Saint-Sulpice                                        | Marignac                                                   |                                                          | 45° 31′ 19″ nord, 0° 28′ 35″ ouest               | « PA00104792 »                                   | Classé                                           | 1896                                             | Église Saint-Sulpice                                        |
| Église Saint-Pierre de Marsilly                             | Marsilly                                                   |                                                          | 46° 13′ 50″ nord, 1° 08′ 16″ ouest               | « PA00104793 »                                   | Classé                                           | 1907                                             | Église Saint-Pierre de Marsilly                             |
| Église de l'Assomption de Massac                            | Massac                                                     |                                                          | 45° 52′ 01″ nord, 0° 13′ 15″ ouest               | « PA00104794 »                                   | Inscrit                                          | 1931                                             | Église de l'Assomption de Massac                            |
| Château de Matha                                            | Matha                                                      |                                                          | 45° 51′ 55″ nord, 0° 19′ 20″ ouest               | « PA00104795 »                                   | Inscrit Classé                                   | 1948 1952                                        | Château de Matha                                            |
| Église Saint-Herie de Matha                                 | Matha                                                      |                                                          | 45° 51′ 39″ nord, 0° 19′ 25″ ouest               | « PA00104796 »                                   | Classé                                           | 1912                                             | Église Saint-Herie de Matha                                 |
| Église Saint-Pierre de Marestay de Matha                    | Matha                                                      |                                                          | 45° 52′ 27″ nord, 0° 18′ 45″ ouest               | « PA00104797 »                                   | Classé                                           | 1912                                             | Église Saint-Pierre de Marestay de Matha                    |
| Pigeonnier de Geffrou                                       | Matha                                                      | 8 impasse du Moulin                                      | 45° 51′ 30″ nord, 0° 19′ 24″ ouest               | « PA00104798 »                                   | Inscrit                                          | 1949                                             | Image manquante Téléverser                                  |
| Batterie Rest Adler Cosel                                   | Les Mathes                                                 | Le Canton de la Bonne Anse                               | 45° 41′ 56″ nord, 1° 12′ 37″ ouest               | « PA17000043 »                                   | Inscrit                                          | 2002                                             | Batterie Rest Adler Cosel                                   |
| Batterie Wesel Flakberg                                     | Les Mathes                                                 | Le Canton de la Bonne Anse                               | 45° 42′ 06″ nord, 1° 13′ 06″ ouest               | « PA17000045 »                                   | Inscrit                                          | 2002                                             | Image manquante Téléverser                                  |
| Château de Beaufief                                         | Mazeray                                                    |                                                          | 45° 55′ 30″ nord, 0° 33′ 02″ ouest               | « PA00104799 »                                   | Inscrit                                          | 1973                                             | Château de Beaufief                                         |
| Église de la Nativité-de-la-Sainte-Vierge de Mazeray        | Mazeray                                                    | Route des Richards                                       | 45° 54′ 27″ nord, 0° 33′ 46″ ouest               | « PA00104800 »                                   | Inscrit                                          | 1935                                             | Église de la Nativité-de-la-Sainte-Vierge de Mazeray        |
| Église Saint-Pierre de Machennes                            | Mazerolles                                                 |                                                          | 45° 33′ 58″ nord, 0° 35′ 51″ ouest               | « PA00104801 »                                   | Inscrit                                          | 1935                                             | Église Saint-Pierre de Machennes                            |
| Château de la Rigaudière                                    | Médis                                                      |                                                          | 45° 39′ 18″ nord, 0° 57′ 59″ ouest               | « PA17000002 »                                   | Classé                                           | 1996                                             | Château de la Rigaudière                                    |
| Église Saint-Pierre-ès-Liens de Médis                       | Médis                                                      |                                                          | 45° 38′ 33″ nord, 0° 57′ 55″ ouest               | « PA00104802 »                                   | Classé                                           | 1946                                             | Église Saint-Pierre-ès-Liens de Médis                       |
| Église Saint-Saturnin de Meschers-sur-Gironde               | Meschers-sur-Gironde                                       |                                                          | 45° 33′ 28″ nord, 0° 57′ 07″ ouest               | « PA00104803 »                                   | Inscrit                                          | 1925                                             | Église Saint-Saturnin de Meschers-sur-Gironde               |
| Château de Chatelars                                        | Meursac                                                    |                                                          | 45° 37′ 49″ nord, 0° 48′ 50″ ouest               | « PA17000042 »                                   | Inscrit                                          | 2001                                             | Image manquante Téléverser                                  |
| Église Saint-Martin de Meursac                              | Meursac                                                    |                                                          | 45° 39′ 00″ nord, 0° 48′ 28″ ouest               | « PA00104804 »                                   | Classé                                           | 1909                                             | Église Saint-Martin de Meursac                              |
| Enceinte de Meursac                                         | Meursac                                                    | Le Château                                               | à géolocaliser                                   | « PA00104805 »                                   | Classé                                           | 1936                                             | Image manquante Téléverser                                  |
| Château de Meux                                             | Meux                                                       |                                                          | 45° 26′ 39″ nord, 0° 20′ 54″ ouest               | « PA00104806 »                                   | Inscrit                                          | 1975                                             | Château de Meux                                             |
| Église Saint-Martin de Meux                                 | Meux                                                       |                                                          | 45° 26′ 37″ nord, 0° 20′ 52″ ouest               | « PA17000025 »                                   | Inscrit                                          | 2000                                             | Église Saint-Martin de Meux                                 |
| Château-Couvert                                             | Migron                                                     |                                                          | 45° 48′ 18″ nord, 0° 22′ 33″ ouest               | « PA00105305 »                                   | Inscrit                                          | 1989                                             | Image manquante Téléverser                                  |
| Église Saint-Nazaire de Migron                              | Migron                                                     |                                                          | 45° 48′ 13″ nord, 0° 23′ 51″ ouest               | « PA00104807 »                                   | Classé                                           | 1907                                             | Église Saint-Nazaire de Migron                              |
| Église Saint-Martin de Petit-Niort                          | Mirambeau                                                  | Place Saint-Martin                                       | 45° 21′ 44″ nord, 0° 34′ 07″ ouest               | « PA00104808 »                                   | Classé                                           | 2002                                             | Église Saint-Martin de Petit-Niort                          |
| Croix hosannière de Moëze                                   | Moëze                                                      |                                                          | 45° 54′ 14″ nord, 1° 02′ 08″ ouest               | « PA00104809 »                                   | Classé                                           | 1886                                             | Croix hosannière de Moëze                                   |
| Église Saint-Pierre de Moëze                                | Moëze                                                      |                                                          | 45° 54′ 17″ nord, 1° 02′ 05″ ouest               | « PA00104810 »                                   | Classé                                           | 1915                                             | Église Saint-Pierre de Moëze                                |
| Église Saint-Martin de Moings                               | Moings                                                     |                                                          | 45° 28′ 44″ nord, 0° 21′ 36″ ouest               | « PA00104811 »                                   | Classé                                           | 1945                                             | Église Saint-Martin de Moings                               |
| Château de Montguyon                                        | Montguyon                                                  |                                                          | 45° 12′ 58″ nord, 0° 11′ 18″ ouest               | « PA00104814 »                                   | Inscrit                                          | 2004                                             | Château de Montguyon                                        |
| Église Saint-Vincent de Montguyon                           | Montguyon                                                  | Place de l'Église                                        | 45° 13′ 14″ nord, 0° 10′ 46″ ouest               | « PA00104813 »                                   | Inscrit                                          | 1947                                             | Église Saint-Vincent de Montguyon                           |
| Dolmen dit La Pierre Folle                                  | Montguyon                                                  |                                                          | 45° 13′ 39″ nord, 0° 10′ 43″ ouest               | « PA00104812 »                                   | Classé                                           | 1889                                             | Dolmen dit La Pierre Folle                                  |
| Église Saint-Sulpice de Montils                             | Montils                                                    |                                                          | 45° 38′ 53″ nord, 0° 30′ 08″ ouest               | « PA00104815 »                                   | Classé                                           | 1923                                             | Église Saint-Sulpice de Montils                             |
| Église Saint-Martin de Montpellier-de-Médillan              | Montpellier-de-Médillan                                    |                                                          | 45° 38′ 05″ nord, 0° 44′ 35″ ouest               | « PA00104816 »                                   | Classé                                           | 1913                                             | Église Saint-Martin de Montpellier-de-Médillan              |
| Église Saint-Pierre de Mornac                               | Mornac-sur-Seudre                                          |                                                          | 45° 42′ 23″ nord, 1° 01′ 59″ ouest               | « PA00104817 »                                   | Classé Inscrit                                   | 1948 1952                                        | Église Saint-Pierre de Mornac                               |
| Église Saint-Étienne de Mortagne-sur-Gironde                | Mortagne-sur-Gironde                                       |                                                          | 45° 29′ 03″ nord, 0° 47′ 03″ ouest               | « PA00104818 »                                   | Inscrit                                          | 1987                                             | Église Saint-Étienne de Mortagne-sur-Gironde                |
| Ermitage monolithe de Mortagne-sur-Gironde                  | Mortagne-sur-Gironde                                       |                                                          | 45° 28′ 25″ nord, 0° 47′ 06″ ouest               | « PA00104819 »                                   | Classé                                           | 1987                                             | Ermitage monolithe de Mortagne-sur-Gironde                  |
| Église Saint-Martin de Mortiers                             | Mortiers                                                   |                                                          | 45° 24′ 12″ nord, 0° 19′ 18″ ouest               | « PA17000026 »                                   | Inscrit                                          | 2000                                             | Église Saint-Martin de Mortiers                             |
| Église Saint-Saturnin de Mosnac                             | Mosnac                                                     |                                                          | 45° 30′ 19″ nord, 0° 31′ 21″ ouest               | « PA00104820 »                                   | Classé                                           | 1990                                             | Église Saint-Saturnin de Mosnac                             |
| Église Notre-Dame de Nancras                                | Nancras                                                    |                                                          | 45° 44′ 41″ nord, 0° 52′ 51″ ouest               | « PA00104821 »                                   | Inscrit                                          | 1925                                             | Église Notre-Dame de Nancras                                |
| Jardin de Gabriel                                           | Nantillé                                                   |                                                          | 45° 51′ 04″ nord, 0° 28′ 14″ ouest               | « PA17000085 »                                   | Inscrit                                          | 2011                                             | Jardin de Gabriel                                           |
| Église Saint-Pierre de Néré                                 | Néré                                                       |                                                          | 45° 58′ 25″ nord, 0° 14′ 10″ ouest               | « PA00104822 »                                   | Inscrit                                          | 1925                                             | Église Saint-Pierre de Néré                                 |
| Église Saint-Pierre de Neuillac                             | Neuillac                                                   |                                                          | 45° 31′ 05″ nord, 0° 23′ 55″ ouest               | « PA00104823 »                                   | Classé                                           | 1914                                             | Église Saint-Pierre de Neuillac                             |
| Église Notre-Dame-de-l'Assomption de Neulles                | Neulles                                                    |                                                          | 45° 30′ 12″ nord, 0° 25′ 01″ ouest               | « PA17000027 »                                   | Inscrit                                          | 2000                                             | Église Notre-Dame-de-l'Assomption de Neulles                |
| Château de Neuvicq-le-Château                               | Neuvicq-le-Château                                         |                                                          | 45° 48′ 09″ nord, 0° 09′ 50″ ouest               | « PA00104824 »                                   | Classé                                           | 1912                                             | Château de Neuvicq-le-Château                               |
| Église Saint-Laurent de Neuvicq-le-Château                  | Neuvicq-le-Château                                         |                                                          | 45° 48′ 10″ nord, 0° 09′ 56″ ouest               | « PA00104825 »                                   | Inscrit                                          | 1948                                             | Église Saint-Laurent de Neuvicq-le-Château                  |
| Château de Nieul-lès-Saintes                                | Nieul-lès-Saintes                                          |                                                          | 45° 45′ 21″ nord, 0° 44′ 56″ ouest               | « PA00104826 »                                   | Inscrit                                          | 1988                                             | Château de Nieul-lès-Saintes                                |
| Église Saint-Martin de Nieul-lès-Saintes                    | Nieul-lès-Saintes                                          |                                                          | 45° 45′ 34″ nord, 0° 43′ 59″ ouest               | « PA00104827 »                                   | Classé                                           | 1907                                             | Église Saint-Martin de Nieul-lès-Saintes                    |
| Croix de cimetière de Nieul-le-Virouil                      | Nieul-le-Virouil                                           | Cimetière                                                | 45° 24′ 35″ nord, 0° 32′ 09″ ouest               | « PA00104828 »                                   | Inscrit                                          | 1925                                             | Croix de cimetière de Nieul-le-Virouil                      |
| Église Saint-Séverin de Nieul-le-Virouil                    | Nieul-le-Virouil                                           | Place de l'Église                                        | 45° 24′ 31″ nord, 0° 31′ 53″ ouest               | « PA00104829 »                                   | Classé                                           | 2002                                             | Église Saint-Séverin de Nieul-le-Virouil                    |
| Domaine du Portail                                          | Nieul-sur-Mer                                              |                                                          | 46° 12′ 28″ nord, 1° 09′ 44″ ouest               | « PA00104830 »                                   | Classé                                           | 1920                                             | Domaine du Portail                                          |
| Église Saint-Philibert de Nieul-sur-Mer                     | Nieul-sur-Mer                                              |                                                          | 46° 12′ 26″ nord, 1° 09′ 46″ ouest               | « PA00104831 »                                   | Inscrit                                          | 1925                                             | Église Saint-Philibert de Nieul-sur-Mer                     |
| Prieuré de Sermaize                                         | Nieul-sur-Mer                                              |                                                          | 46° 12′ 31″ nord, 1° 09′ 01″ ouest               | « PA00104832 »                                   | Inscrit                                          | 1925                                             | Prieuré de Sermaize                                         |
| Église Saint-Pierre des Nouillers                           | Les Nouillers                                              |                                                          | 45° 55′ 53″ nord, 0° 39′ 50″ ouest               | « PA00104833 »                                   | Classé                                           | 1946                                             | Église Saint-Pierre des Nouillers                           |
| Église Notre-Dame de Nuaillé-sur-Boutonne                   | Nuaillé-sur-Boutonne                                       |                                                          | 46° 00′ 47″ nord, 0° 26′ 08″ ouest               | « PA00104834 »                                   | Classé                                           | 1984                                             | Église Notre-Dame de Nuaillé-sur-Boutonne                   |
| Prieuré Notre-Dame-d'Oulmes                                 | Nuaillé-sur-Boutonne                                       | Le Grand Oulmes                                          | 46° 00′ 55″ nord, 0° 23′ 32″ ouest               | « PA00104835 »                                   | Classé                                           | 1980                                             | Prieuré Notre-Dame-d'Oulmes                                 |

## Monuments radiés / abrogés
| Monument                      | Commune             | Adresse                    | Coordonnées                        | Notice         | Protection      | Date      | Illustration                  |
| ----------------------------- | ------------------- | -------------------------- | ---------------------------------- | -------------- | --------------- | --------- | ----------------------------- |
| Moulin à vent de Groiquetier  | Bords               | Groiquetier Rue de la Tour | 45° 54′ nord, 0° 47′ ouest         | « PA00104626 » | Inscrit Abrogé  | 1939 2014 | Image manquante Téléverser    |
| Citadelle du Château-d'Oléron | Le Château-d'Oléron |                            | 45° 53′ 09″ nord, 1° 11′ 41″ ouest | « PA00104644 » | Classé Déclassé | 1929 1935 | Citadelle du Château-d'Oléron |